# Condado de la Torre de Guadiamar

Escudo de Benacazón, municipio sevillano, al que pertenece la Torre de Guadiamar.

El condado de la Torre de Guadiamar es un título nobiliario español  creado por Alfonso XIII el 21 de febrero de 1921 a favor de Federico de Amores y Ayala, conde pontifício de Urbina, Presidente de la Diputación Provincial y alcalde de Sevilla.
Su denominación hace referencia a la localidad de Torre de Guadiamar, en la provincia de Sevilla.
En el siglo XIX, la Torre de Guadiamar se integró en el municipio de Benacazón.

## Antecedentes históricos
El heredamiento de la Torre de Guadiamar fue dado junto con otros bienes, en el repartimiento que el rey Fernando III "El Santo" hizo del recién conquistado Reino de Sevilla, al obispo de Segovia, Remondo, capellán, notario y confesor del rey Fernando III.
Su hijo Alfonso X "El Sabio", puso a este heredamiento el nombre de Segovia, que derivó en Segura, más tarde en Torre del Arzobispo, y por fin en el definitivo Torre de Guadiamar.
El Cabildo de Segovia vendió en 1381 la mitad del heredamiento por 60.000 maravedís al alcalde de Sevilla, Martín Fernández Cerón, que ya era uno de los señores de Castilleja de Talhara, quién cuatro años más tarde adquiría por permuta con el cabildo la otra mitad de la Torre, llamada Torre del Arzobispo, y que en adelante se conocería como Torre de Martín Cerón.
Martín Fernández Cerón, I señor de la Torre de Guadiamar, casó con Leonor Sánchez de Mendoza, quienes fundaron el mayorazgo de la Torre de Guadiamar en 1404.
El señorío se mantuvo en la familia Cerón durante ocho generaciones, hasta que fue integrado en las posesiones de la familia Sousa, descendientes del noble portugués Hernán Armijo de Sousa, quienes fueron sus nuevos señores, titulándose vizcondes de la Torre de Guadiamar, siendo también los condes de los Arenales, marqueses de Hinojares, marqueses de Mejorada, marqueses de Montefuerte, marqueses de Breña, marqueses de Guadalcázar, condes de Lebrija etc.
El último señor de la Torre de Guadiamar fue Pedro Isidro de Sousa de Portugal y Guzmán, quién dejó de serlo en 1830 por la disolución de los señoríos por parte de las Cortes de Cádiz.

## Condes de la Torre de Guadiamar
|                           | Titular                       | Periodo                   |
| Creación por Alfonso XIII | Creación por Alfonso XIII     | Creación por Alfonso XIII |
| ------------------------- | ----------------------------- | ------------------------- |
| I                         | Federico de Amores y Ayala    | 1921-1927                 |
| II                        | Luis de Amores y Ayala        | 1928-1934                 |
| III                       | Luis de Amores y Jiménez      | 1943-1999                 |
| IV                        | Rafael de Amores y Cruz Conde | 1999-actual titular       |

## Historia de los condes de la Torre de Guadiamar
- Federico de Amores y Ayala (m.  septiembre de 1927), I conde de la Torre de Guadiamar y II conde (pontifício) de Urbina, hijo de Federico de Amores y Sousa y de Carmen de Ayala y Ayala,[1] I condesa de Urbina (pontifício). Fue elegido diputado a las Cortes por La Coruña en 1914 y alcalde de Sevilla en 1921. Fue nombrado Primer Comisario Regio para la Exposición Iberoamericana en Sevilla en 1929.[2] Sin descendencia. Le sucedió su hermano:

- Luis de Amores y Ayala (m. 1934), II conde de la Torre de Guadiamar en 1928.[1]

Casó con María de la Concepción Jiménez y Carles. Le sucedió su hijo:
- Luis de Amores y Jiménez, III conde de la Torre de Guadiamaren 1943.[1]

Casó con María de la Concepción Martín y Moreno. Cedió el título a un hijo de su hermano, casado con Carmen Cruz Conde, su sobrino:
- Rafael de Amores y Cruz Conde, IV conde de la Torre de Guadiamar por cesión de su tío,[3] casado con Miryam de Soroa y Suárez de Tangil.[4]